# 轉生成自動販賣機的我今天也在迷宮徘徊
《轉生成自動販賣機的我今天也在迷宮徘徊》（日语：自動販売機に生まれ変わった俺は迷宮を彷徨う）是一部由昼熊撰寫，並由加藤一佳（加藤いつわ）負責插圖的日本輕小說作品。此一作品於2016年開始在成為小說家吧上連載。同年角川書店獲得正式授權，把它以單行本的形式發行至市面。美國及台灣則分別由Yen Press及台灣角川代理發行。改編漫畫於2021年8月27日發售的《月刊Comic電擊大王》2021年10月號開始連載，九二枝負責作畫。2023年7月，由Studio五組與AXsiZ共同製作的改編動畫開始放映。
在故事開頭，主角因被一台自動販賣機壓死，而在異世界轉生成一台自動販賣機。沒過多久，他跟一名少女獵人拉蜜絲相遇，並成為了好友。拉蜜絲把他命名為「阿箱」，並願意背著他四處走。他們兩人在地下迷宮的冒險故事就這樣展開了。這部作品獲得了評論者的好評，他們尤其讚揚它為異世界類型的作品加添了新元素。
改編電視動畫第1季於2023年7月至9月播映，由Studio五組、AXsiZ擔任動畫製作。已宣佈將會推出第2季，於2025年7月播映。

## 故事概要
不具名的主角原是一位日本自動販賣機狂熱者，在被一台從小貨車飛出的自動販賣機壓死後，轉生成為一台放在異世界湖畔的自動販賣機。轉生後他的聽覺及視覺完好，不過卻不能移動。且最初只可從口中說出日本自动贩卖机會播放的幾句固定台詞，例如「欢迎光临」、「太可惜了」。他其後發現生前曾以自動販賣機購買過的東西，都可以在自己身上上架。而透過銷售貨品所獲取的金額則可轉換成点数。該些点數为維持自身的運作所必須的。他也可用点数來增加自身的功能、補充或變更銷售貨品。上架貨品的售價可自行決定。此外他可使用部分加持能力以應付情況，包括用於防衛自身的結界。
他在轉生後幾天都一直困在湖畔，直到與少女獵人拉蜜絲相遇。拉蜜絲擁有怪力加持，使得她力氣很大，不過一直無法好好控制自身的力量。在主角賣了一些食品給飢腸轆轆的拉蜜絲後，他們倆隨即成為好友。拉蜜絲其後把他命名為「阿箱」（故事中從沒有提及過主角的真名），並抱着阿箱，令他可以跟著拉蜜絲一起走動（其後改為背在背上）。阿箱的重量令拉蜜絲能夠更好地控制自身。這部作品以他們倆對地下迷宮的探索，及途中遇上的人作故事的主軸。

## 角色列表

### 主要角色
阿箱（Hakkon，聲：福山潤）
名義上的主角，前自動販賣機狂熱者。生前在日本被一台自動販賣機壓死，後在異世界轉生成一台自動販賣機。阿箱於起初只能用自動販賣機會播放的幾句固定台詞溝通，且不能隨意移動。不過卻可以把商品賣給或送給其他人，所賺得的錢可轉換成点数，用以升級自身的功能、改變外型、補充商品或學習新技能。只要是生前從自動販賣機買過的東西或他所瞭解的自動販賣機的種類，就能將其重現為自己的商品。用初始積分獲得了“結界”，可以在周圍一公尺範圍內保護自己免受攻擊。由於積分也用於自身的運作，當積分為零時，自動販賣機將停止運作，因此他需要不斷地銷售一定數量的商品來賺取積分。在獨白時眼睛會顯示出來以表達自己的情感，實際上並沒有眼睛，對於其他角色來說，他只是一臺普通的自動販賣機。
拉蜜絲（Lammis，聲：本渡楓）
拉蜜絲是一名身材嬌小與豐滿，外表活潑可愛，說話口音會從標準腔和關西腔之間切換，且擁有「怪力加持」的少女獵人，這使得她的力氣很大，可以輕鬆背起自動販賣機阿箱，但是她卻一直無法好好控制自身的力量。她對阿箱抱有好感。能夠與只會說特定語言的阿箱進行幾乎沒有誤解的交流，並毫無問題地購買商品，理解力很好。
休爾米（Hulemy，聲：青木志貴（1期）、藍原琴美（2期））
拉蜜絲的兒時玩伴，她會像姊姊一般去照顧拉蜜絲。她是一名不俗的魔法道具技師，且很會照顧人。熟悉地層和生物生態的可靠存在。性格強勢，儘管被盜賊團綁架，她展現出相當的膽量，但自己並沒有戰鬥的能力。

### 愚者的奇行團
因一群熟練的獵人而聞名的獵人冒險團，但實際上的根本則是由一家人所組建並領導的冒險隊伍。
茠伊（Shui，聲：富田美憂）
愚者的奇行團的其中一員。是個擁有「無底洞般胃袋」的貪吃鬼弓箭手，吃掉許多阿箱的產品。外表雖顯嬌小，實則是位戰績斐然的大胃王（曾拿下大胃王比賽冠軍！）。說話時習慣用「～っす」的口語腔調。
出身於起始樓層孤兒院的她，懷揣著「總有一天要讓孤兒院所有人都能幸福」的夢想，加入了愚者奇行團。
在「亡者哀嘆之層」與冥府之王的戰鬥中被虜，遭受電擊導致心肺功能停止，所幸在冥府之王被擊退後，靠阿箱子的AED急救與凱利歐爾的心臟按壓奇蹟生還。在第一期TV動畫第12話中，追加了戰鬥結束後為表達對阿箱的救命謝意，她與休爾米一同獻上了親吻的經典名場面。
凱利歐爾（Kerioil，聲：中井和哉）
愚者的奇行團的團長。身着牛仔風格服裝的男子，擅長使用匕首進行戰鬥。
團內成員關繫表面上還算融洽——雖然凱利歐爾经常嘴上討厭把工作都推給他，但团内整體氛圍良好。
他認定「阿箱」是達成愚者奇行團目標的關鍵人物，試圖連拉蜜絲一起拉攏進團隊，可惜至今未能成功。在與身爲樓層主的「八足鱷」交戰時，他迫於無奈選擇拋下阿箱，卻因此導緻樓層崩塌，讓阿箱墜入下層。後來當昏迷的拉蜜絲蘇醒得知此事，立即暴怒地質問他，迫使他慌忙前去回收阿箱。
鮮爲人知的是——菲爾米娜其實是他的妻子，而赤與白正是他們的親生三胞胎孩子中的兩位，有一位孩子因為中了詛咒而持有負面加護「腐蝕」。
菲爾米娜（Filmina，聲：茅野愛衣）
愚者的奇行團的副團長。負責輔助凱利歐爾任性的行為。冷靜而鎮定。
擅長運用「水魔法」髮動遠程攻擊，在戰鬥中常擔任火力支援角色。
是含有一半吸血魔人種族的混血。
性格上卻是非常貪財，每當話題涉及金錢，連強勢的凱利歐爾都會被她駁得啞口無言（當然，這也和愚者的奇行團拮據的財務狀況脫不了關繫）。
由於天生畏怯恐怖事物，她並未參與探索「亡者哀嘆之層」的危險任務。
鮮爲人知的是——凱利歐爾其實是她的丈夫，而赤與白正是他們的親生三胞胎孩子中的兩位，有一位孩子因為中了詛咒而持有負面加護「腐蝕」。
阿紅（Aka，聲：山下大輝）、阿白（Shiro，聲：榎木淳彌）
擔任愚者的奇行團的雙胞胎偵察兵。兩人都沒有固定裝備，使用劍、矛、斧等各種武器。
鮮爲人知的是——他們是凱利歐爾與菲爾米娜的親生子兼三胞胎的两位。
赫維（Hebui，聲：松岡禎丞）
愚者的奇行團的治療師。一位對鞋子懷有濃烈熱忱、帶著些許危險氣息的鞋癡聖職者。擅長精神干涉魔法。

### 獵人團體相關
熊會長／博米（Director Bear／vomie，聲：宮內敦士）
清流之湖階層的獵人協會會長。深謀遠慮，十分為居民著想。
米歇爾（Michelle，聲：江口拓也）
有著金髮的英俊劍士。一個人行動的孤獨獵人，其實他有溝通障礙。
米可涅（聲：前田玲奈）、絲各（聲：井澤詩織）、佩魯（聲：芹澤優）、休特（聲：德井青空）
四個小獸人組成了名為“暴食惡魔團”的小隊，在向清流的湖階層以下的迷宮進行攻略時巧遇阿箱。
凱莎（Kesha，聲：稻瀨葵）
迷宮階層獵人協會接待員。
希梅拉（聲：玉井勇輝）
由米黛（聲：青山桐子）
霍克希（聲：國府咲月）
初始階層的獵人。
初始階層的會長（聲：島田愛野）
犬岩山的會長（聲：石上靜香）

### 其他角色
雪莉（Shirley，聲：森奈奈子）
平易近人的美麗女性，依靠經營妓院維生。
希歐莉（Suori，聲：星之谷雫）
富商之女。性格任性，不過對阿箱有些在意。
旅館老闆娘（聲：早水理沙）
拉蜜絲欠下人情的旅館老闆娘。
穆納米（聲：奧井優子）
自稱是旅館的看板娘。
卡納西（Kanash，聲：和多田美咲）
被希歐莉視為敵人的年輕女士。
卡里奧斯（Karios，聲：武虎）、戈魯斯（Gols，聲：岩澤俊樹）
清流的湖階層看門人。光頭男是卡利奧斯，牛角男是戈魯斯。
雪莉（Shirley，聲：森奈奈子）
負責夜間工作。
阿科維（Acowi，聲：東城日沙子）
貨幣兌換商。
高蓋（Goggai，聲：江越彬紀）
貨幣兌換商的助手。
梅（May，聲：薮島朱音）、梅的母親（聲：東城日沙子）
希梅拉和由米黛的孫女與女兒。
琪可悠（Kiyuyu，聲：高橋李依）
謎團重重的少女。她與一顆能吸收魔物的神奇土球「田地碎片」一同行動，有著白色烏納蘇蘇“牡丹”（ボタン，聲：小林達也）和黑色奇里瀨“黑禰太”（聲：矢吹真央）的魔物夥伴。

### 反派角色
古格伊爾（聲：高橋伸也）
小惡棍。試圖從阿箱那裡偷錢，但不順利，他被拉蜜絲逮捕，因為他試圖用八次攻擊傷害她。之後與其他惡棍（聲：藤崎雄大、今井文也、瀧口巧、山口令悟）聯手綁架了阿箱再次試圖偷錢，儘管偷了很多金幣。然而他和他的朋友兼老闆（聲：藤井隼）一起被一群來尋找阿箱的古怪傻瓜逮捕。
死靈王（聲：間宮康弘）
冥府之王（聲：速水獎）

## 創作
昼熊在第一卷的後記中寫了自己創作這部作品的心路歷程。他在第一卷出版的數年之前一直在父親自營的公司中幫忙，不過某一天他的父親突然從高處墜下身亡，公司便交由他勉強地經營著。半年後，公司終於堅持不下去，宣告結業。於是他便開始在家寫起小說起來。他表示父親的死令他開始懼高，並出現「每个人都跟我的父亲一样，不知何时会迈向死亡。至今为止的人生中，我有好好完成自己想做的事吗？」這樣的疑问。之後他開始在「成为小说家吧」這個小说投稿網站上投稿自己的作品。他先後投稿了幾部作品，包括一部异世界類型的小说、一部以近未来作背景的战斗小说，但都取得很低的評價。
在經過四年嘗試都無法把作品推至能夠出版實體書的階段後，他決定以《轉生成自動販賣機的我今天也在迷宮徘徊》作為自己的最後一部作品，若還是沒出版商看上的話就決定封筆，老老實實過日子。昼熊寫道在創作它時，他是抱著「即使是突发奇想的内容也无妨，写自己想写的小说吧」的心態去創作。他於最終明白到「最能够获得好评的，并非仔细调查读者的需求，在百般苦思后拟定完整大纲的作品，反而是追求自我风格的作品」。

## 發行

### 小說

#### 舊版
此一系列於2016年3月開始在成為小說家吧上連載。同年角川書店獲得正式授權，把它以單行本的形式發行至市面。
2016年8月1日，角川書店出版了本作首卷單行本。台灣角川於次年3月正式出版首卷的中譯本。Yen Press於2017年的Anime Expo上宣佈，他們已得到角川授權，將會推出本作的英譯本。
| 集數 | 角川書店      | 角川書店               | 台灣角川      | 台灣角川               | Yen Press      | Yen Press          |
| 集數 | 發售日期      | ISBN                   | 發售日期      | ISBN                   | 發售日期       | ISBN               |
| ---- | ------------- | ---------------------- | ------------- | ---------------------- | -------------- | ------------------ |
| 1    | 2016年8月1日  | ISBN 978-4-04-104728-6 | 2017年3月20日 | ISBN 978-986-473-586-0 | 2018年4月24日  | ISBN 9780316479110 |
| 2    | 2016年10月1日 | ISBN 978-4-04-104729-3 | 2017年7月6日  | ISBN 978-986-473-781-9 | 2018年8月28日  | ISBN 9780316479134 |
| 3    | 2017年2月1日  | ISBN 978-4-04-105174-0 | 2018年5月23日 | ISBN 978-957-564-183-2 | 2018年12月18日 | ISBN 9780316479158 |

#### 新裝版
| 集數 | KADOKAWA       | KADOKAWA               |
| 集數 | 發售日期       | ISBN                   |
| ---- | -------------- | ---------------------- |
| 1    | 2023年6月30日  | ISBN 978-4-04-111959-4 |
| 2    | 2023年9月1日   | ISBN 978-4-04-111960-0 |
| 3    | 2023年12月28日 | ISBN 978-4-04-111961-7 |

### 漫畫
2021年8月27日，少年漫畫雜誌《月刊Comic電擊大王》開始連載本作的改編漫畫，它由九二枝負責作畫。2022年3月25日，首卷漫畫單行本於日本市面開售。
| 卷數 | KADOKAWA      | KADOKAWA               |
| 卷數 | 發售日期      | ISBN                   |
| ---- | ------------- | ---------------------- |
| 1    | 2022年3月25日 | ISBN 978-4-04-914323-2 |
| 2    | 2023年3月25日 | ISBN 978-4-04-914964-7 |

## 電視動畫
2022年8月6日，本作獲宣佈將改編成動畫。後來宣布動畫將由Slow Curve製作，動畫製作由Studio五組與AXsiZ共同擔當。導演為秋田谷典昭，高桥雅之擔任副導演。酒井孝裕把的角色原案套用在動畫上。浦木裕太和高桥庆多共同負責音樂。定於2023年7月5日於東京都會電視台等平台放映。片頭曲《Fanfare》（ファンファーレ）由BRADIO獻唱。
2023年9月20日動畫播畢後，隨即宣佈將會推出第2季。

#### STAFF
- 原作：昼熊《转生成自动贩卖机的我今天也在迷宫徘徊》（角川Sneakers文库／KADOKAWA）
- 监督：秋田谷典昭
- 副监督：高桥雅之
- 系列构成：高桥龙也
- 角色原案：憂姫はぐれ
- 次要角色原案：九二枝
- 角色设计协力：加藤いつわ
- 角色设计：酒井孝裕
- 怪物设计：秋月亮
- 次要角色设计：山内尚树
- 总作画监督：山内尚树、田津奈奈子、津幡佳明、小关雅
- 主道具设计：コレサワシゲユキ（DigitalNoise）、灯梦（DigitalNoise）
- 自动贩卖机设计：小高みちる（DigitalNoise）、刻田门大（DigitalNoise）
- 美术监督：岩濑荣治（Studio Tulip）
- 色彩设计：铃木阳子
- 摄影监督：鱼山真志（Chiptune）
- 剪辑：坪根健太郎（REAL-T）
- 音响监督：乡文裕贵
- 音响效果：林佑树
- 音响制作：Bit grooove promotion
- 音乐：浦木裕太、高桥庆多
- 音乐制作人：千石一成、内海宏树
- 音乐制作：日本电视台音乐
- 制作：Slow Curve
- 企划：桑原佳子、葛仰骞、薮下维也、久保田晓、町田昌美、藤本铃子
- 总制作人：中谷敏夫、堀越大、江波户宪司
- 制作人：大路菜央、宫城雄大、曹聪、桒原和也、丸山创、秋田真吾、荣龙太朗、植原朋也、米森裕人
- 原作协力：宫川夏树、木田泰成、石村贤
- 制片：slowcurve
- 动画制作人：富冈哲也
- 动画制作：Studio五组xAXsiZ
- 出品：「转生成自动贩卖机的我今天也在迷宫徘徊」製作委员会（日本电视台、网易游戏、YTE、BS日本、日本电视台Wands、VAP、日本电视台音乐）

#### CAST
- 阿箱：福山润
- 拉蜜丝：本渡枫
- 休尔米：青木志贵
- 茠伊：富田美忧
- 凯利欧尔：中井和哉
- 菲尔米娜：茅野爱衣
- 熊会长：宫内敦士
- 红：山下大辉
- 白：榎木淳弥
- 米歇尔：江口拓也
- 米凯涅：前田玲奈
- 斯可：井泽诗织
- 佩尔：芹泽优
- 肖特：德井青空

### 主題曲
第1季
片頭曲
演唱：BRADIO，作詞：真行寺貴秋，作曲：BRADIO，編曲：BRADIO、EFFY
片尾曲
演唱：Peel the Apple，作詞、作曲、編曲：村田祐一
第2季
片头曲
作曲、编曲、演唱：BRADIO，作词：真行寺贵秋
片尾曲
演唱：相羽亞衣奈，作词：，作曲、编曲：先田贵裕

### 各話列表
| 话数       | 标题                     | 剧本       | 分镜                   | 演出                 | 作画监督 | 总作画监督                    | 首播日期      |            |            |            |            |            |            |            |            |            |            |            |            |            |            |            |            |            |
| 1st Season | 1st Season               | 1st Season | 1st Season             | 1st Season           | 1st Season | 1st Season                    | 1st Season    | 1st Season | 1st Season | 1st Season | 1st Season | 1st Season | 1st Season | 1st Season | 1st Season | 1st Season | 1st Season | 1st Season | 1st Season | 1st Season | 1st Season | 1st Season | 1st Season | 1st Season |
| ---------- | ------------------------ | ---------- | ---------------------- | -------------------- | --- | ----------------------------- | ------------- | ---------- | ---------- | ---------- | ---------- | ---------- | ---------- | ---------- | ---------- | ---------- | ---------- | ---------- | ---------- | ---------- | ---------- | ---------- | ---------- | ---------- |
| #1         | 自動販賣機、移動吧       | 高橋龍也   | 秋田谷典昭             | 山口美浩             | 田津奈奈子、津幡佳明、片岡英之、中山智貴、柄谷綾子、高梨光、山本真嗣                                           | 山內尚樹                      | 2023年 7月5日 |            |            |            |            |            |            |            |            |            |            |            |            |            |            |            |            |            |
| #2         | 王蛙人魔現身             | 安永豐     | Royden B、大嶋博之     | 藤中達也             | 鐘文山、山本正嗣、池田龍也、高梨光、服部憲知                                                                   | 小關雅                        | 7月12日       |            |            |            |            |            |            |            |            |            |            |            |            |            |            |            |            |            |
| #3         | 復興                     | 高橋龍也   | 大島博之               | 能見昌照             | Park Ae-ri、Yun Jeong-hye、Choo Ok-yun、Song Seung-taek                                                        | 田津奈奈子                    | 7月19日       |            |            |            |            |            |            |            |            |            |            |            |            |            |            |            |            |            |
| #4         | 阿箱、被誘拐了           | 安永豐     | 山田弘和               | 山口美浩             | 片岡英之、山本正嗣、王夢靈、權伍驥                                                                             | 山內尚樹                      | 7月26日       |            |            |            |            |            |            |            |            |            |            |            |            |            |            |            |            |            |
| #5         | 虛榮與自尊與自動販賣機   | 安永豐     | 铃木轮流郎             | 佐佐木纯人           | 高梨光、中山智贵、柄谷绫子、钟文山、服部宪知、石桥友纪惠                                                       | 津幡佳明                      | 8月2日        |            |            |            |            |            |            |            |            |            |            |            |            |            |            |            |            |            |
| #6         | 戰鬥自動販賣機           | 高橋龍也   | 竹內光、吉川浩司       | 濱崎徹               | 栗原基樹、松村康功、reboot、曉、TripleA、日影工房                                                              | 田津奈奈子                    | 8月9日        |            |            |            |            |            |            |            |            |            |            |            |            |            |            |            |            |            |
| #7         | 暴食的惡魔團             | 安永豐     | 中野陽、秋田谷典昭     | 藤中達也             | 高梨光、高橋紀子、山本正嗣、石橋友紀惠、鍾文山、Revival、RadPlus                                               | 山內尚樹                      | 8月16日       |            |            |            |            |            |            |            |            |            |            |            |            |            |            |            |            |            |
| #8         | 迷宮階層的火焰骷髏       | 高橋龍也   | 竹谷和真、高橋雅之     | 佐佐木純人           | 高梨光、山本正嗣、石橋友紀惠、服部憲知、麥冬動畫                                                               | 津幡佳明                      | 8月23日       |            |            |            |            |            |            |            |            |            |            |            |            |            |            |            |            |            |
| #9         | 理想的英雄未滿           | 安永豐     | 鈴木輪流郎             | 能見昌照             | Park Ae-ri、Han Eun-mi、Beak Yeon-ju                                                                           | 田津奈奈子                    | 8月30日       |            |            |            |            |            |            |            |            |            |            |            |            |            |            |            |            |            |
| #10        | 胃的盡頭                 | 高橋龍也   | 田部伸一               | 佐佐木純人           | 趙益、鳥海真裕、高添響                                                                                         | 山內尚樹                      | 9月6日        |            |            |            |            |            |            |            |            |            |            |            |            |            |            |            |            |            |
| #11        | 亡者的哀嘆階層           | 安永豐     | 鈴木輪流郎             | 佐佐木純人、能見昌照 | 崔舒婷、馮含露、高梨光、中山智貴                                                                               | 津幡佳明                      | 9月13日       |            |            |            |            |            |            |            |            |            |            |            |            |            |            |            |            |            |
| #12        | 作為自動販賣機能做到的事 | 高橋龍也   | 佐佐木純人、秋田谷典昭 | 佐佐木純人、藤中達也 | 山本正嗣、高梨光、馮含露、中山智貴、鐘文山                                                                     | 山内尚樹、津幡佳明            | 9月20日       |            |            |            |            |            |            |            |            |            |            |            |            |            |            |            |            |            |
| 2nd Season |                          |            |                        |                      | |                               |               |            |            |            |            |            |            |            |            |            |            |            |            |            |            |            |            |            |
| #1         | 猎人与意图               | 高桥龙也   | 山本天志               | 黑田幸生             | Song Hyun ju、kim、Gi-yeop、Eunyoung Choi、Sin seung suk、Ko yuil、Ahn In-m                                    | 山内尚树                      | 2025年 7月2日 |            |            |            |            |            |            |            |            |            |            |            |            |            |            |            |            |            |
| #2         | 意念沟通                 | 梧桐翔大   | 山本天志               | 藏本穗高             | Chae Gwang Han、Lee Mi Young、Shin Su Ryun、Han Seung Jin、Lim Chae Gil、田津奈奈子                            | Song Hyeon-ju、Hwang Mi-jeong | 7月9日        |            |            |            |            |            |            |            |            |            |            |            |            |            |            |            |            |            |
| #3         | 強烈的心意               | 安永豐     | 加藤萌、山本天志       | 藤中達也             | Gu Gyeong-ok、Bae Jae-un、Kim Ran-yeong                                                                        | Song Hyeon-ju、Hwang Mi-jeong | 7月16日       |            |            |            |            |            |            |            |            |            |            |            |            |            |            |            |            |            |
| #4         | 神官與自動販賣機         | 高橋龍也   | 山本天志               | 山根幹史             | 服部憲知、池田龍也、中山智貴、田津奈奈子、木村都彦、西田美弥子、FAN DONG DONG、yin shao feng、HWANG HYUNGRAK   | 小關雅                        | 7月23日       |            |            |            |            |            |            |            |            |            |            |            |            |            |            |            |            |            |
| #5         | 各自的願望               | 梧桐翔大   | 沖崎光一               | 藤中達也             | Park yeong-hee、Bae Jae-un、Kim Ran-yeong、Lee Seung-hee、田津奈々子                                           | Song Hyeon-ju、Hwang Mi-jeong | 7月30日       |            |            |            |            |            |            |            |            |            |            |            |            |            |            |            |            |            |
| #6         | 甜蜜的誘惑               | 安永豐     | 中山岳洋               | 黑田幸生             | O Sowon、Chae Gwanghan、Choi jio                                                                               | Song Hyeon-ju、Hwang Mi-jeong | 8月6日        |            |            |            |            |            |            |            |            |            |            |            |            |            |            |            |            |            |
| #7         | 動物與少女               | 安永豐     | 藤中達也               | 藤中達也             | sun qiang、fan dong dong、liu qi qi、zhang qian ru、HYUN GRAK                                                  | 小關雅                        | 8月13日       |            |            |            |            |            |            |            |            |            |            |            |            |            |            |            |            |            |
| #8         | 暗黑森林階層             | 梧桐翔大   | 沖崎光一               | 藏本穗高             | 崔舒婷、西田美彌子、田津奈奈子、中山智貴、Gu Gyeong-ok、Choi Eunyoung、Park Younghee、Kim Ran-yeong、StudioBus | Song Hyeon-ju、Hwang Mi-jeong | 8月20日       |            |            |            |            |            |            |            |            |            |            |            |            |            |            |            |            |            |

### BD
| 卷數       | 發售日期       | 收錄話數     | 規格編號   |
| 1st Season | 1st Season     | 1st Season   | 1st Season |
| ---------- | -------------- | ------------ | ---------- |
| BOX        | 2023年10月25日 | 第1話—第12話 | VPXY-72052 |

## 評價
這部作品獲得了不錯的評價。動畫新聞網的塞隆·馬丁對第一卷的內容表示讚賞，讚揚它在異世界類型的作品中獨樹一格。此外他亦表示晝熊的寫作風格，以及阿箱跟拉蜜絲的關係，都令人留下了深刻的印象，不會使人覺得「陳腔濫調」。他總結道「儘管這本小說以怪誕取巧的方式來吸引讀者，但作者的文筆卻足以讓人願意繼續觀看」。不過他仍批評當中的RPG元素相對有限，而且加入了一些因「劇情所需」而起的殺必死。 英國動畫新聞網的羅伯特·弗雷澤對之有著類近的評價，認為它是「抱残守缺的異世界類型作品當中的一股清流」，並指「與賽亞人式的高能量爆炸相比，利用健怡可樂及曼妥思去抵禦敵人進攻的場面明顯顯得别有一番滋味」。
麗貝卡·西爾弗曼及琳芝·罗弗里奇於2018年春季的動畫新聞網輕小說指南中，同樣讚揚這部作品的設定，不過仍批評作者的文筆「讀起來就像粉絲小說一樣」。儘管如此，她們仍評價指這部小說「不失为一读」，並把它跟《關於我轉生變成史萊姆這檔事》、《轉生成蜘蛛又怎樣！》放在一起比較。罗弗里奇之後更把「被一台自動販賣機壓死」此一情節放在「轉生到異世界前的七大離奇死法」當中。

## 外部連結
- 成為小說家吧上的《轉生成自動販賣機的我今天也在迷宮徘徊 》（日語）
- 官方网站（日語）
- 漫畫官方網站（日語）
- 電視動畫官方網站（日語）
- 電視動畫的X（前Twitter）帳戶（日語）